# Siegfried Heinrich
Siegfried Heinrich (* 10. Januar 1935 in Dresden; † 6. Februar 2023 in Bad Hersfeld) war künstlerischer Leiter des Festspielchores der Hersfelder Festspiele, des Marburger Konzertchores, des Frankfurter Konzertchores, der Internationalen Bachtage in Hessen und Thüringen sowie der Bad Hersfelder Opernfestspiele und der Bad Hersfelder Festspielkonzerte.

## Leben und Werk
Seine musikalische Ausbildung absolvierte er im Dresdner Kreuzchor, an der Kirchenmusikhochschule Dresden und der Musikhochschule Frankfurt.
1957 gründete er das Hessische Kammerorchester Frankfurt und das Studio für Alte Musik und Alte Oper. Von 1961 bis 2000 war er Kirchenmusikdirektor an der Stadtkirche Bad Hersfeld. Er leitete von 1961 bis 1977 die Dirigenten- und Cembaloklasse, das Orchester und den Chor der Musikakademie Kassel. Später lehrte er auch an der Gesamthochschule Kassel. Ebenfalls 1961 übernahm er den Bad Hersfelder Festspielchor und die Hersfelder Festspielkonzerte, seit 1974 die Internationalen Bachtage in Hessen und Thüringen. Seit 1980 leitete er die jährliche Oper in der Hersfelder Stiftsruine. Seit 2000 war er für das Bachinstitut und den Bachchor Frankfurt/Main e. V. tätig.
Eigene Einrichtungen von Werken Monteverdis (die Opern L’Orfeo, L’incoronazione di Poppea und Il ritorno d’Ulisse in patria sowie die Marienvesper), von Orlando di Lassos Matthäus-Passion, Johann Sebastian Bachs Die Kunst der Fuge und Giacomo Carissimis Rappresentatione di Anima, et di Corpo erlebten Aufführungen in vielen europäischen Ländern sowie bei der Einweihung der Alten Oper in Frankfurt am Main 1980 und der Semperoper in Dresden 1985. Heinrich leitete auch Ur- und Erstaufführungen von Werken zeitgenössischer Komponisten, z. B. von Krzysztof Pendereckis Lukas-Passion in München 1967, Frankfurt am Main, Marburg, Bad Hersfeld, Kassel und Hannover.
Das Repertoire, das er mit seinen Chören einstudierte, umfasste Werke von Johannes Ockeghem über Claudio Monteverdi, Bach, Wolfgang Amadeus Mozart, Johannes Brahms, Benjamin Britten bis hin zu Arthur Honegger und Krzysztof Penderecki.

Heinrich gilt als Initiator des 2004 fertiggestellten Johann-Sebastian-Bach-Hauses in Bad Hersfeld.
Auf Heinrichs Empfehlung hin wurden für die Stadtkirche Bad Hersfeld zwei Orgeln gebaut: die große dreimanualige Döring-Orgel mit 57 Registern (1974) und die zweimanualige Bachorgel des Orgelbaumeisters Tzschöckel in historischer Stimmung mit 11 Registern (1987). Von der Döringorgel ist nur das Gehäuse erhalten, in das 2010 ein neues Werk eingebaut wurde. Die Bachorgel wurde 2001 durch ein Pedal ergänzt. Heinrich regte auch die Überführung zweier Glocken aus dem Katharinenturm der Stiftsruine in die Stadtkirche an. Wie beim Orgelneubau fand er Geldgeber für ein Glockenspiel an der Stadtkirche und für die Neuaufhängung der vermeintlich gesprungenen Lullusglocke von 1038 im Katharinenturm, einer der wenigen romanischen Glocken Deutschlands aus der Frühzeit des Glockengusses, die nun wieder an hohen Feiertagen erklingt.
Auch für soziale Projekte gab Heinrich Anstöße. Durch tatkräftige Unterstützung von Sponsoren und ehrenamtlichen Mitarbeitern konnten Hilfsaktionen in Osteuropa durchgeführt werden, indem Menschen mit Nahrungsmitteln, Kleidern und Medikamenten versorgt wurden, um schwere Krisenzeiten zu überstehen. Durch den Versand von Notenmaterial konnten zahlreiche neue Verbindungen geknüpft und gefestigt werden.
Entscheidenden Anteil an diesen Aktivitäten hatte seine Ehefrau Christa, die über viele Jahre Jugend- und Kinderchöre leitete. Dafür wurde ihr 1999 das Bundesverdienstkreuz und die Philipp-Nicolai-Medaille der Evangelischen Kirche von Kurhessen-Waldeck verliehen. Beide setzten sich für eine gezielte Förderung der musikalischen Jugend ein.

## Ehrungen und Würdigungen
Siegfried Heinrich wurde für sein musikalisches Wirken vielfach ausgezeichnet:
- 1976 Verdienstmedaille des Verdienstordens der Bundesrepublik Deutschland
- 1983 Goethe-Plakette des Landes Hessen
- 1988 Großes Verdienstkreuz des Verdienstordens der Bundesrepublik Deutschland
- 1989 Verdienstkreuz am Bande des Verdienstordens der Bundesrepublik Deutschland[1]
- 1990 Ehrenplakette der Stadt Bad Hersfeld
- 1995 Martinsplakette der Ev. Landeskirche Kurhessen-Waldeck
- 1996 Otto-Ubbelohde-Preis für Kultur des Landkreises Marburg-Biedenkopf
- 2000 Ehrennadel der Stadt Marburg
- 2004 Philipp-Nicolai-Medaille in Gold der Evangelischen Landeskirche Kurhessen-Waldeck
- 2005 Gustav-Mahler-Preis der European Union of Arts in Prag
- 2006 Verleihung der Ehrenprofessur des Landes Hessen durch den Hessischen Minister für Wissenschaft und Kunst, Udo Corts
- 2014 Hessischer Verdienstorden